# AFK Union Žižkov
AFK Union Žižkov je jedním z nejstarších českých fotbalových klubů. Mezi největší úspěchy patří vítězství v amatérském mistrovství republiky v roce 1925.
V roce 2018 hrál skupinu B pražské 2. třídy. Klubové barvy jsou černá a bílá.

## Historické názvy
- AFK Union Žižkov (1907–?)
- ASK Union Žižkov (?–1948)
- Sokol Union Žižkov (1948–1950)
- Sokol Žižkov B (1950–1952)
- ZSJ Pošta Žižkov (1952–1953)
- TJ Dynamo Žižkov Spoje (1953–?)
- TJ Spoje Žižkov (?–1963)[2]
- TJ Spoje Praha (1964–?)[3]
- TJ Union Žižkov
- AFK Union Žižkov

## Hráli v klubu
- Antonín Kaliba, třetí brankář v historii československé reprezentace
- Jan Dvořáček (fotbalista), slavný fotbalista československého národního týmu, jenž přestoupil v roce 1924 ke Spartě
- Vlasta Burian, herec a komik[4]
- Otto Puteany, atlet[5]
- Miroslav Koubek, hráč a trenér
- Jan Růžička (fotbalista), fotbalový obránce

## Jiné sporty
V 60. letech 20. století byl TJ Spoje Žižkov (TJ Spoje Praha) předním představitelem československého badmintonu.

## Ohlasy v literatuře
- Muži v offsidu, Karel Poláček, první vydání 1931

Jedna z hlavních postav Eman Habásko, velký příznivec Viktorie Žižkov se setkává s bratry Šturcovými (kap. O dvou bratrech unionistických). Při rozhovoru, kdy chválí výkon Viktorky: "Viktorka je dnes jediná, která třímá prapor města Žižkova" a o Unionu mluví jako o hasičích, vyjde najevo, že bratři jsou tajní příznivci Unionu, který je v té době amatérským týmem. Mladší z bratrů Josef na to prudce reaguje: "Dovolte! Vy chcete Union tupit? Union, mužstvo takový nádherný tradice, Union, kterej nesčíslněkrát zdeptal Viktorku, Union kterej úspěšně čelil Spartě za doby její největší slávy? Nedovolím, ctěný pane takový rouhání!" Eman se podivuje, že o příznivcích Unionu slyšel, ale nikdy žádné neviděl. Na to mu odpovídají: "Je to naše víra a naše přesvědčení, dlouho jsme to skrývali, dlouho jsme svoje tajemství střežili před zlomyslnými lidmi. V neděli, když je pěkný počasí, jezdíme s Unionem na zájezdy. Je nás málo, který jásáme tomuto sympatickému mužstvu vstříc, ale zato jsme všechny tuhý ve svý víře. A po celým Žižkově, pane, jsou ukrytý semena, naši bratři, který doufají v lepší příští Unionu Žižkov." Eman je vybídne ať mu vypravují jak se stali stoupenci Unionu. Následuje jejich poetické vyprávění (kapitoly Vyhlášení světové války na hřišti Hlubočep, Jakub dal přednost hříšné rozkoši před Unionem Žižkov).
- Klapzubova jedenáctka, Eduard Bass, první vydání 1922

Klapzubova jedenáctka poráží Union Žižkov 4:0.